# Metoda punktu odniesienia
Metody punktu odniesienia – grupa metod dla optymalizacji wielokryterialnej, decyzji i rankingów wielokryterialnych, skutecznych i wygodnych w użyciu, choć opartych na złożonej teorii matematycznej. Polegają one na uniknięciu określania współczynników wag dla każdego z kryteriów, co wymaga porównywania kryteriów parami, zastępując je określaniem poziomów odniesienia dla poszczególnych kryteriów, tworzących łącznie punkty odniesienia. Mogą to być poziomy i punkty aspiracji, odpowiadające pożądanym rezultatom, lub/oraz poziomy i punkty rezerwacji, odpowiadające najgorszym akceptowalnym rezultatom. Tak określone życzenia decydenta służą do sformułowania funkcji osiągnięcia, będącej prostym i łatwym do intuicyjnej modyfikacji (poprzez zmianę poziomów odniesienia) przybliżeniem funkcji wartości decydenta. Maksymalizacja tej funkcji prowadzi zawsze do rozwiązań skutecznych (Pareto-optymalnych), możliwie bliskich do punktu odniesienia (jeśli to punkt aspiracji). 
Funkcję osiągnięcia tworzy się ze składowych funkcji osiągnięcia – przedziałami liniowych funkcji zależnych od wartości poszczególnych kryteriów, ujemnych poniżej poziomu rezerwacji, dodatnich powyżej tego poziomu i szybko rosnących aż do poziomu aspiracji. Cała funkcja osiągnięcia to jej najmniejsza składowa uzupełniona z małym współczynnikiem przez sumę wszystkich składowych. Optymalizacja takiej przedziałami liniowej funkcji osiągnięcia wymaga odpowiednich modyfikacji algorytmów optymalizacji – liniowej jeśli modele poszczególnych kryteriów są liniowe, nieliniowej lub dyskretnej w przypadku modeli nieliniowych lub dyskretnych. Odnośnie do interakcji z decydentem, metody punktu odniesienia kładą nacisk na suwerenną rolę użytkownika systemu wspomagania decyzji czy projektowania (którego trzeba wspomagać, a nie zastępować w ostatecznym wyborze decyzji czy wariantu projektu).
Metody punktu odniesienia zostały zaproponowane i rozwinięte przez Andrzeja P. Wierzbickiego w wielu publikacjach. W pracy zawarte są podstawy matematyczne metod punktu odniesienia oparte na stożkowym rozdzielaniu zbiorów. Najbardziej przystępny opis metod punktu odniesienia i ich zastosowań zawarty jest w pracy. Znacznie później metody punktu odniesienia znalazły zastosowanie dla obiektywizacji rankingu wielokryterialnego. W tym zastosowaniu, punkty odniesienia nie są określane przez decydenta, a wynikają z analizy statystycznej danych.